# DY Pegasi
DY Pegasi eller HD 218549 är en dubbelstjärna belägen i den mellersta delen av stjärnbilden Pegasus. Den har en högsta skenbar magnitud av ca 9,95 och kräver en kraftig handkikare eller ett mindre teleskop för att kunna observeras. Baserat på parallax enligt Gaia Data Release 3 på ca 2,46 mas, beräknas den befinna sig på ett avstånd på ca 1 330 ljusår (407 parsek) från solen. Den rör sig närmare solen med en heliocentrisk radialhastighet på ca -25 km/s. Baserat på dess stora egenrörelse och låga mängder av tyngre element, bedöms den vara en population II-stjärna.

## Observation
Variabiliteten hos DY Pegasi rapporterades först av Otto Morgenroth 1934, och den första ljuskurvan för dess fotometriska beteende konstruerades av A.V. Soloviev 1938. Denna kurva visade en snabb ökning med 0,7 enhet i skenbar magnitud följt av en långsammare nedgång. Det visade sig vara en inneboende variabel med en "ultrakort" period på 105 minuter. Stjärnans 'b-v' färgindex visade sig variera med varje cykel, vilket motsvarar en förändring i spektraltyp från A7 vid maximum till F1 vid minimum. Direkt observation av spektra visade en variation från A3 till A9. Bevis hittades på små variationer i ljuskurvan mellan varje cykel.
År 1972 betraktades den allmänt som en dvärgcepheid, en Delta Scuti-variabel. Men vissa astronomer klassade det som en kortperiodisk RR-Lyrae-variabel. Fotometriska observationer av DY Pegasi 1975 av E. H. Geyer och M. Hoffman visade icke-periodiska förändringar av ljuskurvan som antydde en övertonspulsering.  En frekvensanalys av observationer gjorda av A. Masani och P. Broglia 1953 stärkte bevisen för att DY Pegasi är en dubbeltydig cepheid, som har en fundamental pulsering och en svagare första överton med ett periodförhållande på 0,764. År 1982 hade likheter med SX Phoenicis hittats, där båda visade jämförbar drift i sina uppåtperioder. Tillämpning av Baade-Wesselink-metoden gav en preliminär avståndsuppskattning till DY Pegasi på 820 ljusår (250 pc).
År 2003 hävdade J. N. Fu och C. Sterken att mycket av den långsiktiga trenden i variationsperiodens förändringar kunde förklaras av en mycket excentrisk omloppsmodell, även om den inte ansågs vara en komplett lösning eftersom några små rester fanns kvar från perioden 1930 –1950. De beräknade en preliminär omloppsperiod på 52,5 ± 0,3 år med en excentricitet på 0,77 ± 0,01. L.-J. Li och S.-B. Qian gjorde 2010 en massuppskattning av följeslagaren i intervallet 0,028 till 0,173 solmassa, vilket tyder på att följeslagaren kan vara en brun dvärg.

## Egenskaper

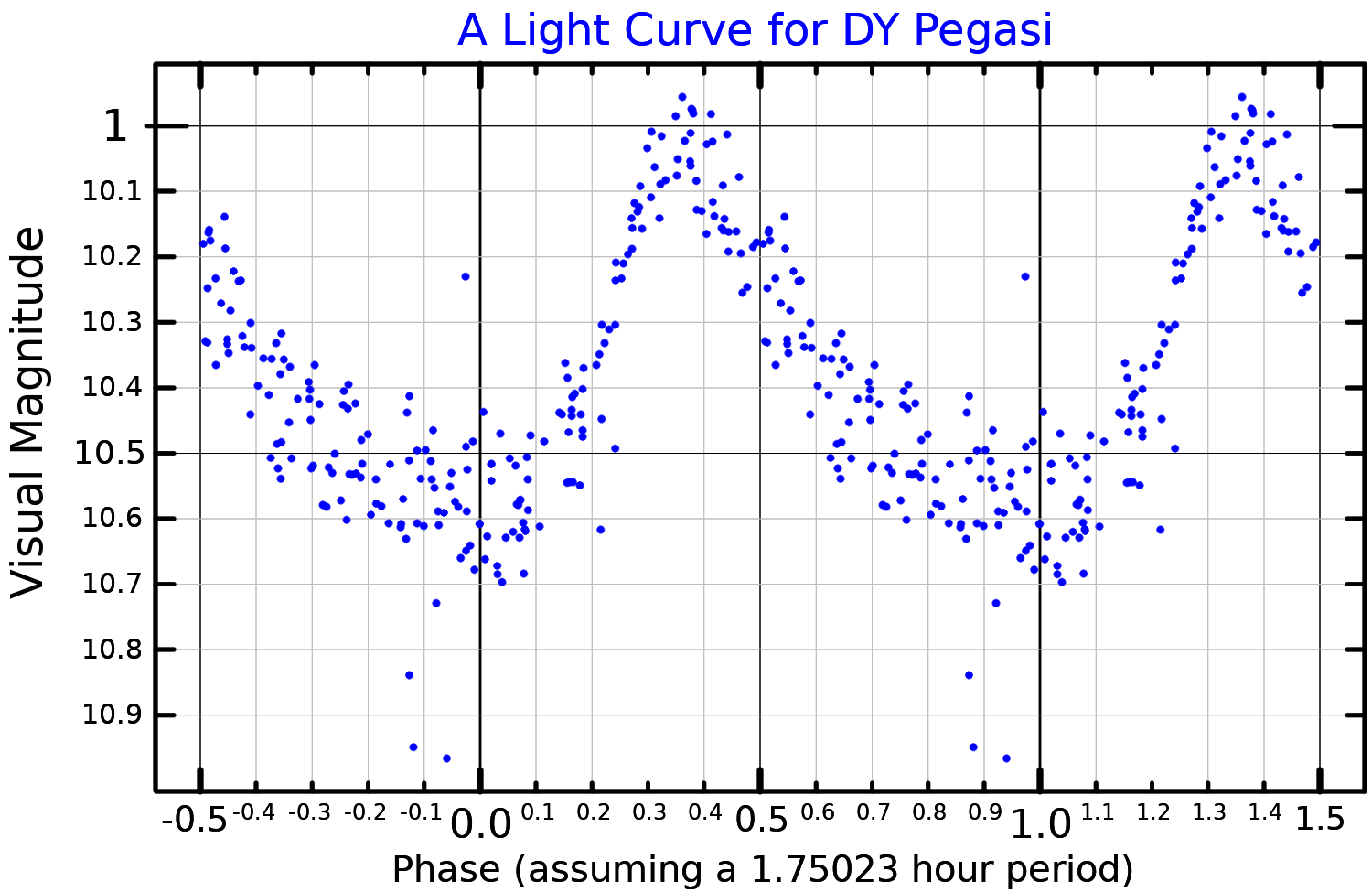
Ljuskurva i visuella bandet för DY Pegasi anpassad från ASA-SN-data (2012)

En analys 2020 av data som samlats in av AAVSO fann tre oberoende frekvenser i variabiliteten av den synliga komponenten. De primära och sekundära moderna är radiella pulseringar med 13,71249 respektive 17,7000 cykler per dygn, medan ett nyupptäckt icke-radialt läge har en frekvens på 18,138 cykler per dygn. I enlighet med att den är en population II-stjärna har den en låg metallicitet. Stjärnklassen sträcker sig från A3 till F1 över varje cykel, och stjärnans radie varierar med 3,5 procent. För att förklara vissa avvikande egenskaper hos systemet, föreslog H.-F. Xue och J.-S. Niu att primärstjärnan kan samla massa från en omkretsande stoftskiva. Detta antas vara överblivet material från en följeslagare i form av en vit dvärg när den passerade genom den asymptotiska jättegrenen.
DY Pegasi har klassificerats som en SX Phoenicis-variabel på basis av dess låga metallicitet. En studie från 2014 av S. Barcza och J. M. Benkő fann dock ett mycket högre allmänt överskott av tunga grundämnen med [M/H] = −0,05±0,1 dex, som närmar sig solens sammansättning. De föreslog att detta istället kan vara en Delta Scuti-variabel med stor amplitud. Den korta perioden för denna variabel utesluter den som en RR-Lyrae-variabel.
Egenskaperna hos DY Pegasi är osäkra på grund av närvaron av en okänd följeslagare, men den verkar ligga nära huvudserien vid den röda (kalla) kanten av instabilitetsremsan. Den har dock också behandlats som en möjlig RR Lyrae-variabel som skulle vara en stjärna på horisontella jättegrenen. Som en gammal SX Phoenicis-variabel med låg metallicitet är den mycket lik en blå eftersläpare, som bildas genom stjärnsammanslagning eller massöverföring i dubbelstjärna.